# Luna 28
Luna 28 ou Luna-Grunt est une mission spatiale d'exploration de la Lune étudiée par l'Agence spatiale fédérale russe (Roscosmos). L'objectif de la mission est de ramener un échantillon du sol lunaire. Le projet fait partie d'une stratégie d'exploration de la Lune mise au point progressivement  dans les années 2000 par l'Institut de recherche spatiale de l'Académie des sciences de Russie et Roscosmos. Celle-ci prévoit le lancement de plusieurs sondes spatiales de complexité croissante. Selon ces plans, Luna 28 doit être lancée en 2027.

## Contexte
À compter de 1997, les ingénieurs et scientifiques russes tentent de mettre au point une mission robotique lunaire baptisée Luna-Glob dans un contexte financier peu favorable. La Lune n'a plus été visitée par une mission spatiale soviético-russe depuis 1976. Le projet est rendu officiel en 2006 mais sans pour autant obtenir de budget. Un deuxième projet de mission robotique lunaire, baptisé Luna-Resours, se développe à compter de 2007 dans le cadre d'une collaboration avec l'Inde. Il prévoit que la Russie développera un astromobile de 400 kilogrammes qui doit être déposé sur le sol lunaire par une sonde spatiale indienne. Le projet ne remplace pas Luna-Glob et doit être lancé après cette sonde spatiale. Il reçoit un nom russe Luna-Resours. 
Cet accord de coopération, dont les motivations côté russe sont politiques, constitue une surprise pour les scientifiques russes et les responsables du projet Luna-Glob qui n'ont pas été consultés. Il faudra de nombreuses années et plusieurs évolutions du projet pour que des objectifs scientifiques cohérents soient définis pour les deux missions. Les scientifiques russes décident que le rover sera utilisé pour collecter des échantillons qui seront renvoyés sur Terre par une mission ultérieure baptisée Luna Grunt. Dans cette optique, l'orbiteur de Luna-Glob est amené à jouer un rôle logistique en assurant les liaisons radio entre les missions au sol et la Terre. Deux objectifs scientifiques majeurs sont définis. Le premier est l'étude sismique de la Lune tandis que le deuxième est la recherche de la présence d'eau dans les régions polaires. En effet, les missions spatiales de la NASA, Clementine (lancée en 1994) et Lunar Prospector (1999), ont découvert que de l'eau était présente dans les zones des cratères situées en permanence à l'ombre dans les régions polaires de la Lune. La confirmation de ces indices, la quantification de l'eau présente constituent des enjeux scientifiques majeurs mais constituent également un enjeu important pour les futures missions avec équipage.

### Évolutions du projet
Les ingénieurs du bureau d'études Lavotchkine, chargés de concevoir les missions robotiques lunaires russes imaginent un scénario reposant sur la collecte de plusieurs échantillons par un astromobile de type Lunokhod capable de s'éloigner jusqu'à 30 kilomètres de leur base de départ. La capsule chargée de recueillir les échantillons est fixée au sommet d'une fusée qui s'est posée à la surface de la Lune dans le cadre d'une mission distincte. Elle permet de ramener jusqu'à un kilogramme de sol lunaire prélevé à plusieurs endroits. Le calendrier établi en 2007 prévoit le lancement du rover en 2014 et le lancement de la mission de retour d'échantillon en 2015. Les charges utiles des deux missions (fusée de retour et rover) ont une masse évaluée à 400 kg. Les deux missions doivent être placées en orbite par une fusée Soyouz avec un étage supérieur Fregat.
En 2012, les responsables russes décident de reporter à plus tard (2021) le lancement du rover. La mission de retour d'échantillons du sol lunaire doit être lancée en 2019 et l'échantillon sera prélevé par un bras télécommandé à proximité de l'atterrisseur. Il est prévu que Luna-Grunt soit la quatrième mission robotique lunaire après deux sondes spatiales Luna-Glob et Luna-Resours. En 2014, l'agence spatiale russe établit un plan à long terme de l'exploration de la Lune. Le lancement de la mission de retour d'échantillon n'est plus prévu avant 2025. En 2015, les ingénieurs de Lavotchkine décident de modifier le scénario de la mission. Celle-ci est désormais réalisée en deux étapes : la fusée ramenant l'échantillon se contente de se mettre en orbite lunaire. Une deuxième mission lancée depuis la Terre réalise une manœuvre de rendez-vous avec la capsule et la récupère avant de revenir sur Terre. Ce scénario doit permettre de tester l'architecture d'une mission de retour d'échantillons martiens.

## Le programme d'exploration lunaire russe
Luna Grunt (Luna 28) s'inscrit dans un programme d'exploration lunaire dont l'objectif final est de résoudre d'importantes questions scientifiques (origine et évolution de la Lune, caractéristiques des régions polaires, volatiles présents, exosphère et rayonnement) et de fournir les éléments indispensables (connaissances du terrain, ressources exploitables) aux futures missions avec équipage. Le programme d'exploration lunaire russe, tel qu'il a été défini en 2016, prévoit des missions robotiques de complexité croissante tenant compte du niveau de maitrise technique des ingénieurs russes et des contraintes budgétaires. À terme, le programme doit permettre l'installation d'observatoire de l'espace profond et du système solaire et de laboratoires scientifiques. Pour remplir ces objectifs, les missions robotiques suivantes sont prévues (projection effectuée en 2016) : 
- l'atterrisseur Luna-Glob (Luna 25) est un engin spatial léger qui doit effectuer une première analyse du régolithe lunaire dans les régions polaires jusqu'à une profondeur de 50 centimètres et collecter des données sur l'exosphère. Il doit également valider les techniques d'atterrissage et les systèmes de télécommunications qui seront mis en œuvre par les missions lunaires suivantes ;
- l'orbiteur Luna Resours (Luna 26) doit être placé sur une orbite polaire de 100 km. Sa mission est de cartographier l'ensemble de la Lune, d'analyser l'exosphère et le plasma autour de la Lune, d'identifier des sites d'atterrissage dans les régions polaires et de servir de relais de télécommunications pour les missions au sol. Sa date de lancement est prévue ver 2020 ;
- l'atterrisseur Luna Resours (Luna 27) est un engin plus lourd qui doit atterrir également dans la région du pôle sud. Il doit effectuer une analyse du régolithe lunaire jusqu'à une profondeur de 2 mètres et collecter des données sur l'exosphère. Sur le plan technologique, il doit valider une technique d'atterrissage de haute précision permettant d'éviter les obstacles au sol. Il doit mettre en œuvre une foreuse capable de préserver la température des carottes de terrain prélevées. Sa date de lancement est prévue ver 2021 ;
- la mission retour d'échantillon Luna Grunt (Luna 28) a pour objectif de ramener sur Terre des échantillons du sol lunaire dont la température a été préservée.

L'envoi d'un astromobile sur le sol lunaire (mission Luna 29) est prévu à une date ultérieure non précisée.

## Caractéristiques techniques
La sonde spatiale a une masse au lancement de 4,34 tonnes.